# Bătălia de la Chancellorsville
Bătălia de la Chancellorsville a fost o mare bătălie a Războiului Civil American, dată între 30 aprilie și 6 mai 1863, în comitatul Spotsylvania, Virginia, lângă satul Chancellorsville, în zona dintre acesta și Fredericksburg. Bătălia s-a dat între Armata Potomacului, unionistă, condusă de general-maior Joseph Hooker și o armată de două ori mai mică, Armata Virginiei de Nord condusă de generalul confederat Robert E. Lee. Este cunoscută drept „bătălia perfectă” a lui Lee datorită manevrei riscante, dar reușite, de divizare a armatei sale în prezența unei forțe inamice mult mai mari. Curajul lui Lee și comportamentul slab al lui Hooker în luptă au avut ca efect o semnificativă înfrângere pentru Uniune. Victoria confederată a fost temperată de rănirea mortală a generalului-locotenent Thomas J. "Stonewall" Jackson din cauza focului propriei armate, pierdere pe care Lee a asemuit-o cu „pierderea brațului meu drept”.
Campania de la Chancellorsville a început cu traversarea râului Rappahannock de către armata unionistă în dimineața zilei de 27 aprilie 1863. Trecând râul Rapidan prin Germanna și Ely's Fords, federalii s-au concentrat lângă Chancellorsville în zilele de 30 aprilie și 1 mai. Luptele grele au început în ziua de 1 mai și au luat sfârșit doar când forțele unioniste s-au retras dincolo de râu în noaptea de 5–6 mai.

## Context
Pe teatrul răsăritean din Războiul Civil American, planul ofensiv de bază al unioniștilor fusese cel de a avansa către capitala confederată, Richmond, Virginia. În primii doi ani de război, s-au efectuat patru tentative majore care au eșuat: prima s-a împotmolit la doar câțiva kilometri de Washington, D.C., în prima bătălie de pe Bull Run în iulie 1861, Campania din Peninsulă condusă de general-maior George B. McClellan a avut o abordare parțial maritimă, debarcând Armata Potomacului în Peninsula Virginia în primăvara lui 1862 apropiindu-se la 10 km de Richmond înainte de a fi obligați să se retragă de generalul Robert E. Lee în Bătăliile celor Șapte Zile; în vara aceluiași an, general-maior John Pope, în fruntea Armatei Virginiei, a fost învins în a doua bătălie de la Bull Run; în decembrie 1862, general-maior Ambrose Burnside a preluat comanda Armatei Potomacului și a încercat să ajungă la Richmond prin Fredericksburg, Virginia, unde a fost învins la bătălia de la Fredericksburg. (această serie de înfrângeri ale Uniunii a fost întreruptă în septembrie 1862 când Lee a înaintat prin Maryland, dar armata sa a fost învinsă de McClellan în bătălia de la Antietam, înfrângere care însă nu a pus în pericol Richmondul.)
În ianuarie 1863, odată cu creșterea numărului dezertărilor și cu prăbușirea moralului, Burnside s-a hotărât să efectueze o epurare în masă a conducerii Armatei Potomacului, eliminând mai mulți generali pe care el îi considera răspunzători pentru dezastrul de la Fredericksburg. În realitate, el nu avea autoritatea să demită pe nimeni fără aprobarea Congresului. Epurarea lui Burnside, așa cum era de anticipat, nu s-a realizat, și Burnside și-a dat demisia de la comanda Armatei Potomacului. El s-a oferit să se retragă definitiv din armată, dar Abraham Lincoln l-a convins să rămână, transferându-l la comanda departamentului Ohio.
După plecarea lui Burnside, general-maiorul William B. Franklin a plecat și el. Franklin fusese un susținător al lui George McClellan și a refuzat să lupte sub comanda lui Hooker, deoarece îi era personal antipatic și pentru că îi era inferior în grad. General-maiorul Edwin Sumner s-a retras din cauza vârstei (avea 65 de ani) și a problemelor de sănătate. A fost numit la comanda unei armate din Missouri, dar a murit înainte de a ajunge acolo. Generalul de brigadă Daniel Butterfield a fost adus de la comanda V Corps și a fost numit șef al statului major al lui Hooker.
Abraham Lincoln era convins că obiectivul cel mai potrivit pentru armata sa era de fapt armata lui Robert E. Lee, și nu cucerirea vreunui reper geografic, cum ar fi capitala Confederației, dar și el și generalii săi știau că cea mai sigură cale de a-l atrage pe Lee într-o bătălie decisivă era de a amenința capitala. Lincoln a încercat acest lucru în 1863 pentru o a cincea oară cu un nou general, gen.-mr. Joseph Hooker, care avea o reputație de om agresiv și care se comportase bine în posturile anterioare.
Hooker a demarat o reorganizare a armatei, eliminând sistemul lui Burnside cu câteva mari divizii, pe care Hooker îl considera greoi. A transformat cavaleria într-un corp separat, sub comanda generalului de brigadă George Stoneman (care comandase Corpul III la Fredericksburg), și a avut grijă să se asigure că soldații sunt bine aprovizionați, domeniu neglijat de Burnside. Fostul comandant al armatei a fost trimis împreună cu fostul său Corp IX pe teatrul de operațiuni din vest.

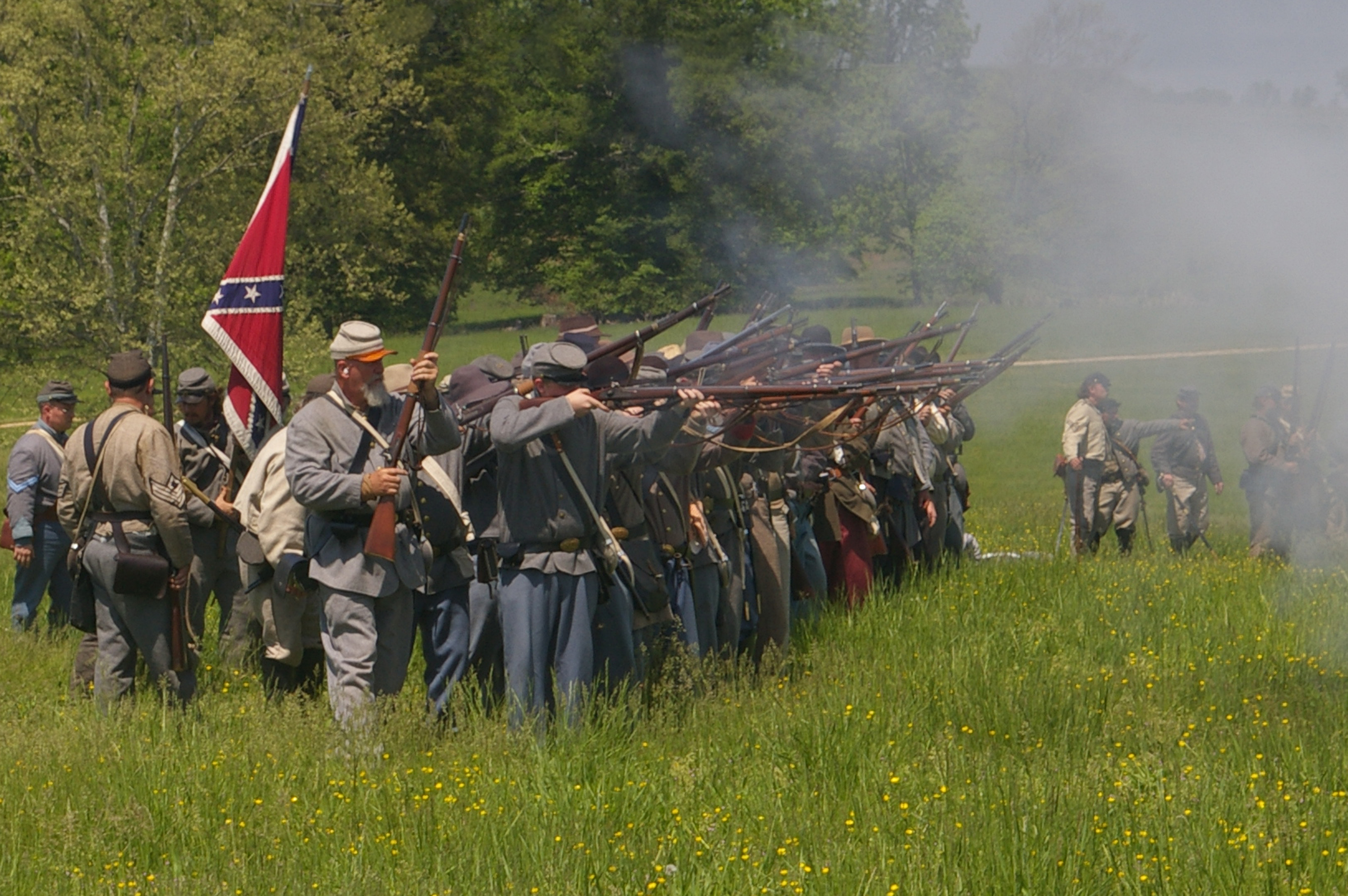
Reconstituire a bătăliei de la Chancellorsville în mai 2008: confederaţii trag cu puştile.

Campania Chancellorsville avea șansa de a fi una dintre cele mai dezechilibrate confruntări ale războiului. La începutul campaniei, armata unionistă avea o forță combatantă efectivă de 133.868 de oameni pe câmpul de luptă; armata confederată număra mai puțin de 60.892. Mai mult, forțele unioniste erau mult mai bine aprovizionate și odihnite după câteva luni de inactivitate. Forțele lui Lee, pe de altă parte, erau prost aprovizionate și împrăștiate prin tot statul Virginia. Circa 15.000 de oameni din Primul Corp al Armatei Virginiei de Nord, sub comanda gen.-lt. James Longstreet, fuseseră detașați și postați lângă Norfolk pentru a bloca o potențială incursiune a trupelor federale de la Fort Monroe și Newport News pe peninsulă, precum și a celor de la Norfolk și Suffolk, către Richmond. În lumina inactivității prelungite a armatei nordiste, spre sfârșitul lui martie, scopul principal al lui Longstreet devenise cel de a fi noul comisar al Armatei Virginiei de Nord, ceea ce presupunea rechiziția de provizii pentru forțele lui Lee de la fermierii din Carolina de Nord și Virginia. Ca urmare, cele două divizii ale gen.-mr. John Bell Hood și ale generalului de brigadă George Pickett se aflau la 210 km distanță de armata lui Lee și le-ar fi luat cel puțin o săptămână să facă joncțiunea cu ea în caz de urgență. După o campanie de aproape un an, cea mai mare greșeală a lui Lee a fost să lase aceste trupe să se îndepărteze de controlul său imediat. Deși spera să se poată baza pe ele, aceste trupe nu aveau să ajungă la timp pentru a ajuta armata sa.
Și mai important, lupta a început cu armata unionistă având un plan de bătaie superior eforturilor anterioare ale comandanților Armatei Potomacului. Completa reorganizare a Biroului de Informații Militare, comandat de colonelul G. H. Sharpe, a însemnat că pentru prima oară comandantul armatei avea o estimare mult mai bună a trupelor Armatei Virginiei de Nord a lui Lee, a organizării lor și a locului unde se află. Pe lângă folosirea surselor clasice de informații (interogarea prizonierilor, dezertorilor, sclavilor fugari și refugiaților), biroul coordona pentru prima oară informații din alte surse, printre care operațiuni de recunoaștere ale infanteriei și cavaleriei, posturi de semnalizare și un corp ce se ocupa cu observații aeriene din balon. Col. Sharpe a recrutat și iscoade din rândul armatei și spioni din rândul populației locale pentru a infiltra armata lui Lee și a raporta direct biroului de informații. Noul serviciu i-a oferit lui Hooker o estimare mult mai exactă a dimensiunii forței cu care se confrunta armata sa decât supraestimările hazardate ale lui Allan Pinkerton și a agenției sale de detectivi date general-maiorului George B. McClellan pe când se afla el la comandă. Înarmat cu informații mai realiste, Hooker putea plănui un atac prin învăluire care, spera el, urma să evite vărsarea de sânge cauzată de atacurile frontale, trăsături distinctive ale bătăliilor de la Antietam și, mai recent, Fredericksburg.

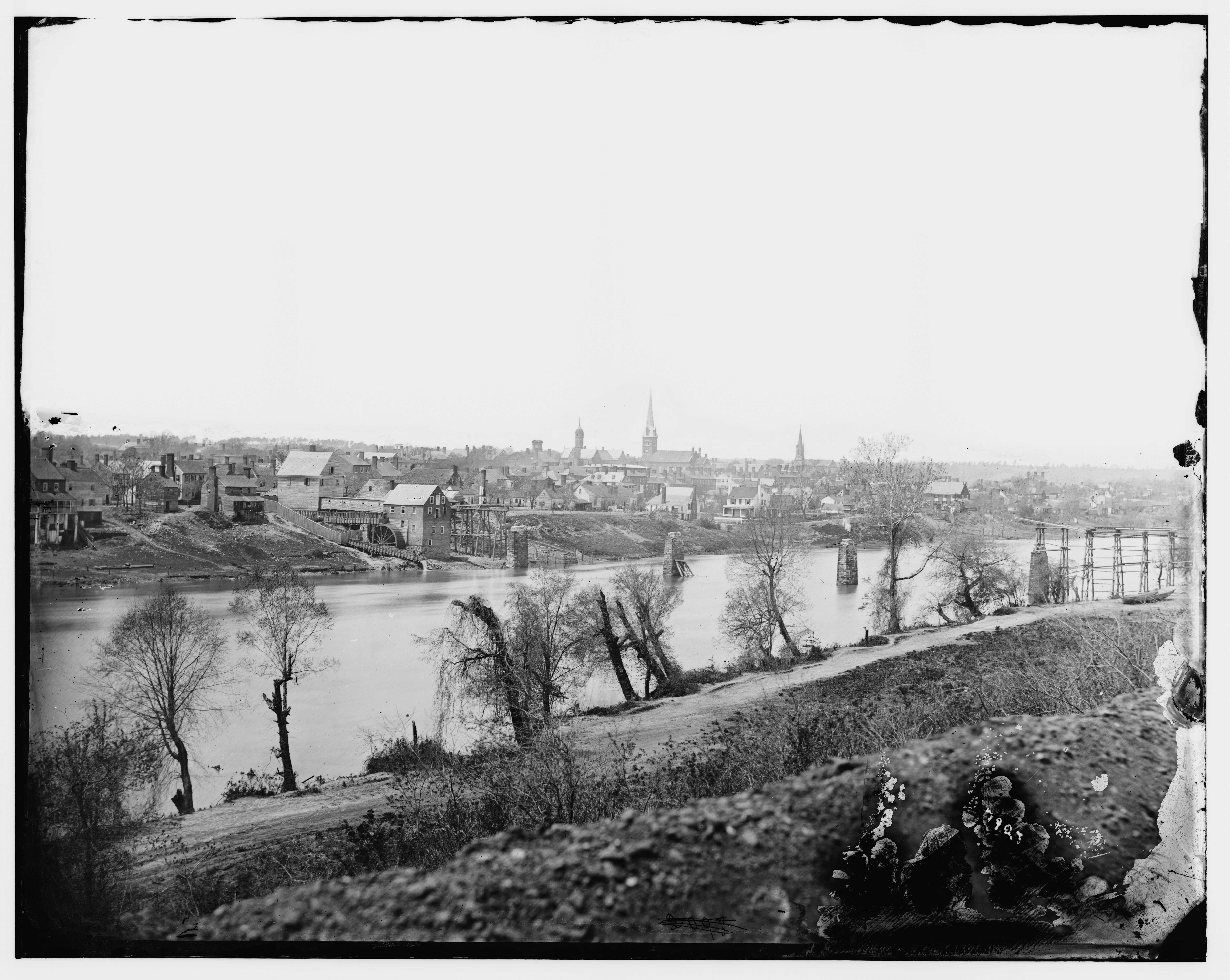
Fredericksburg, Virginia, martie 1863. Vedere de peste râul Rappahannock.

Armata a plecat din cantonamentul său de iarnă de lângă Fredericksburg, de unde se afla direct în fața lui Lee, pe celălalt mal al râului Rappahannock. Hooker a plănuit o dublă învăluire a forțelor lui Lee, trimițând patru corpuri de armată într-un marș secret către nord-vest, virând spre sud pentru a trece râurile Rappahannock și Rapidan, apoi către est, lovindu-l pe Lee din spate. Restul corpurilor avea să-l atace frontal pe Lee prin Fredericksburg. Între timp, circa 7.500 cavaleriști ai generalului George Stoneman urmau să efectueze un raid în adâncime, către ariergarda confederată, distrugând depozitele de provizii de-a lungul căii ferate dintre capitala confederată Richmond și Fredericksburg, ceea ce ar fi tăiat liniile de aprovizionare și comunicație ale lui Lee. Acest plan îndrăzneț și agresiv a rămas cunoscut sub numele de Raidul lui Stoneman.
La 27–28 aprilie, cele patru corpuri de armată ale Armatei Potomacului au traversat râurile Rappahannock și Rapidan prin mai multe locuri, majoritatea în apropierea confluenței celor două, lângă cătunul Chancellorsville, care era compus din conacul familiei Frances Chancellor și câteva alte căsuțe, la intersecția dintre bariera Orange și Orange Plank Road. Între timp, a doua forță de peste 30.000 de oameni, conduși de general-maiorul John Sedgwick, a traversat Rappahannockul la Fredericksburg, iar cavaleria lui Stoneman și-a început deplasarea către ariergarda lui Lee. La sud de Rapidan se afla o pădure deasă denumită de localnici Wilderness („sălbăticia”). Zona fusese înainte o pădure de foioase deschisă, dar în perioada colonială copacii fuseseră tăiați treptat pentru a obține cărbuni pentru turnătoriile de fontă. Când aprovizionarea cu lemne a fost întreruptă, turnătoriile au fost abandonate și pădurea crescuse din nou, formând desișuri de tufe, plante agățătoare și arbuști. Turnătoria Catherine, abandonată în anii 1840s, fusese recent reactivată pentru a produce fier în sprijinul efortului de război confederat. Cavaleria confederată condusă de gen.-mr. J.E.B. Stuart avea să joace un rol important în campania ce avea să urmeze oferindu-i lui Lee un flux constant de informații, împiedicând parvenirea de informații similare lui Hooker din partea cavaleriei sale.
Până la 1 mai, Hooker avea circa 70.000 de oameni concentrați în Chancellorsville și în preajma sa. Din cartierul său general de la Fredericksburg, Lee a hotărât să încalce unul din Principiile Războiului general acceptate și să-și divizeze forța în fața unei armate superioare, în speranța că acțiunea agresivă îi va permite să atace și să învingă o parte din armata lui Hooker înainte ca ea să fie concentrată împotriva lui. El a lăsat în urmă o brigadă condusă de William Barksdale pe înălțimile Marye bine fortificate și o divizie de 12.000 de oameni condusă de general-maior Jubal A. Early, pe dealul Prospect pentru a rezista oricărei înaintări a trupelor lui Sedgwick, și i-a ordonat lui Stonewall Jackson să se deplaseze către vest și să facă joncțiunea cu general-maior Richard H. Anderson, adunând 40.000 de oameni împotriva lui Hooker la Chancellorsville. Din fericire pentru confederați, ceața deasă de pe Rappahannock a mascat unele din aceste manevre către vest și Sedgwick a decis să aștepte până când va putea determina care sunt intențiile inamicului.

## Desfășurarea bătăliei

### 1–2 mai
Confederații
     Unioniștii

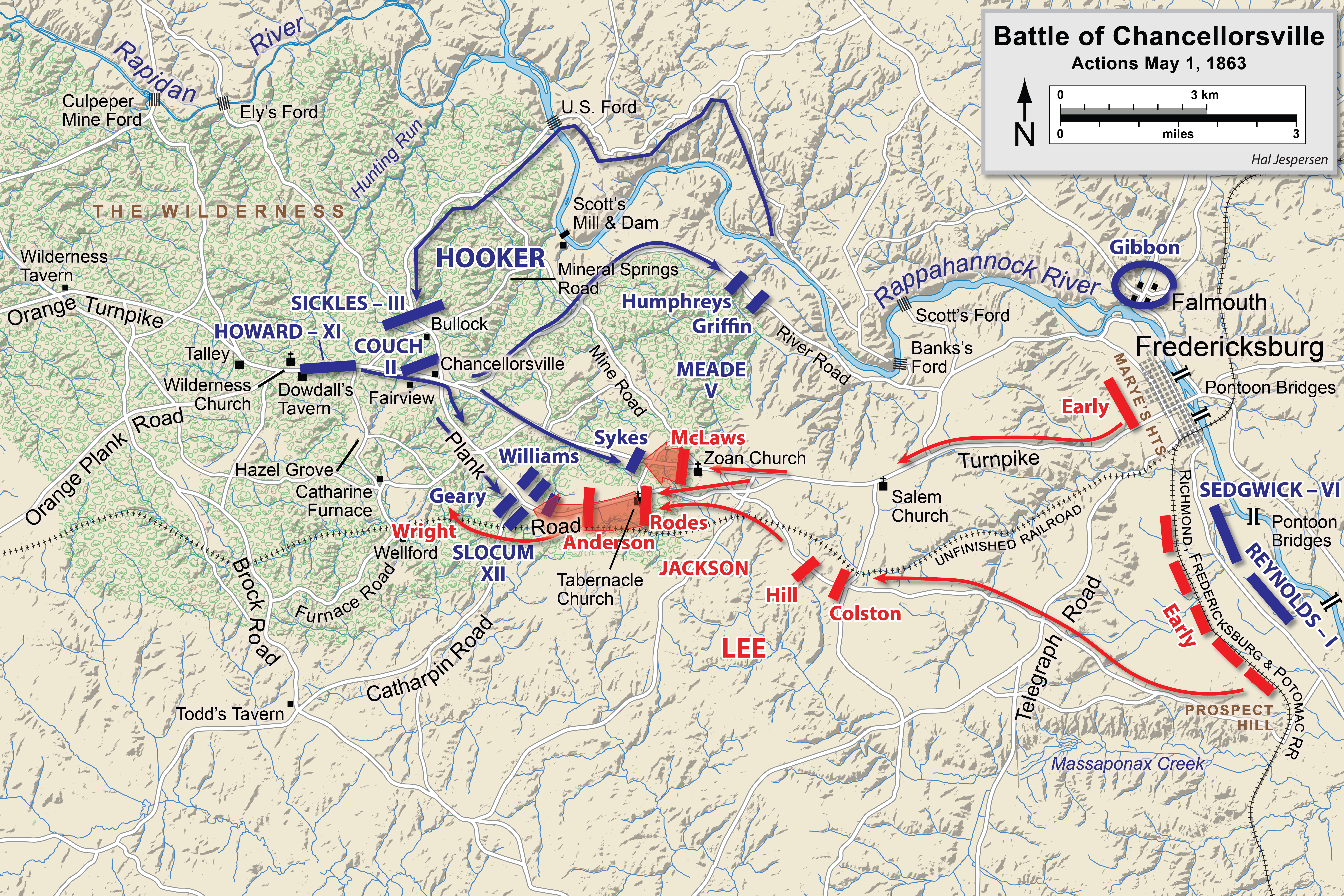
Chancellorsville, acțiunile din ziua de 1 mai
Confederații
Unioniștii

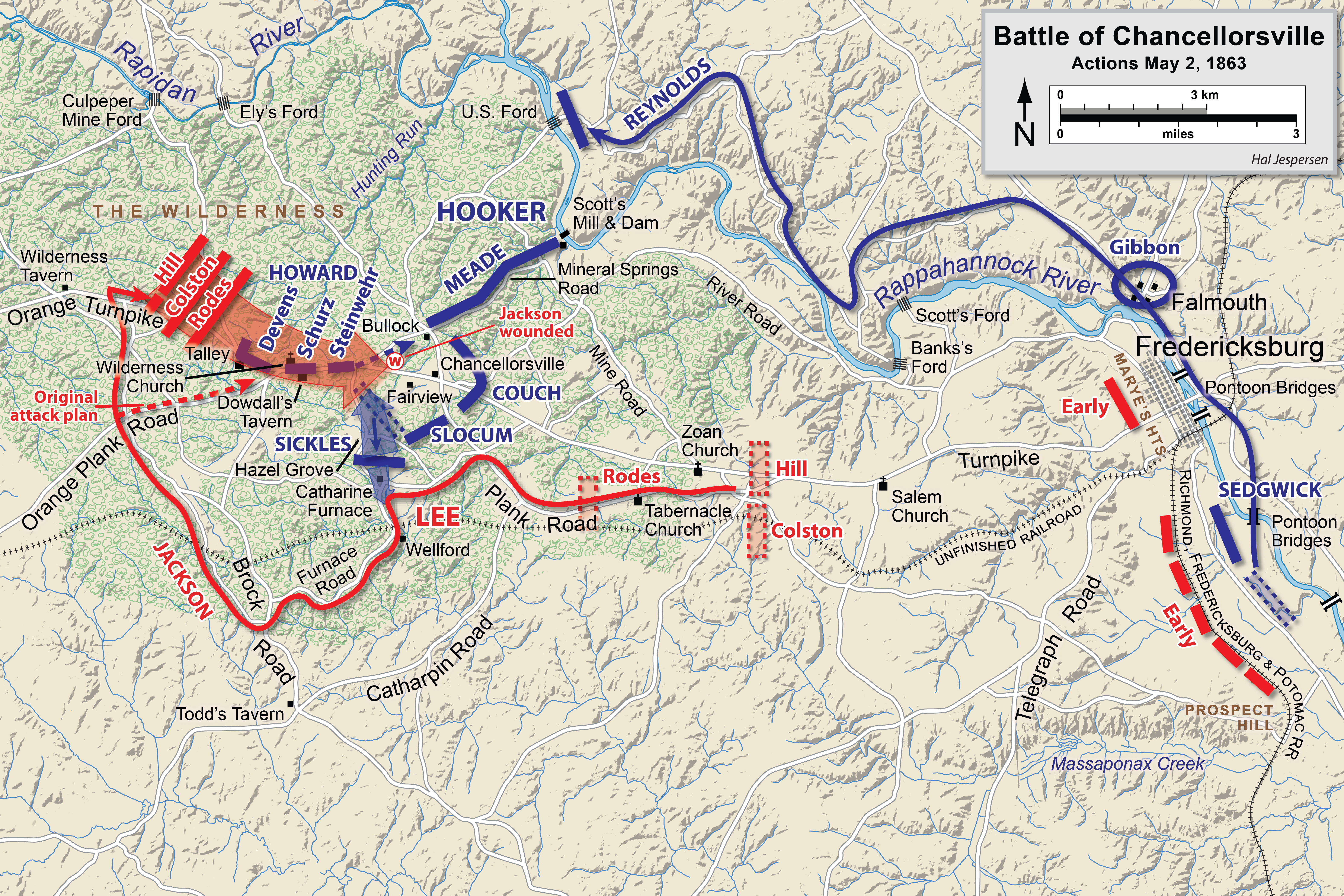
Chancellorsville, acţiunile din ziua de 2 mai

În vreme ce generalul Jackson mărșăluia spre vest pentru a face joncțiunea cu Anderson în dimineața zilei de 1 mai, Hooker a ordonat o înaintare spre est pentru a-l lovi pe Anderson, împingându-și oamenii în afara desișului impenetrabil și a jnepenișului care împresura zona. Mulți comandanți unioniști considerau aceasta a fi cheia victoriei. Dacă armata unionistă, mai mare, ar fi luptat în pădurile denumite „sălbăticia Spotsylvaniei”, semnificativul avantaj al artileriei ar fi fost minimizat, întrucât artileria nu ar fi putut fi folosită acolo cu eficiență. Au început luptele între divizia confederată a general-maiorului Lafayette McLaws pe de o parte și divizia de flanc drept a general-maiorului George Sykes, parte a   din Corpul VV Corps al general-maiorului George G. Meade pe de altă parte. Sykes a început o retragere ordonată, sub acoperirea diviziei generaluli Winfield S. Hancock.
Deși se afla într-o situație potențial favorabilă, Hooker și-a oprit scurta ofensivă. Acțiunile sale ar putea fi cauzate de lipsa de încredere în tratarea acțiunilor complexe a unei grupări atât de mari de forțe (fusese în trecut un comandant de divizie și de corp de armată foarte eficient și agresiv, dar acum trebuia să conducă o întreagă armată), dar hotărâse înaintea campaniei că va duce bătălia decisivă, forțându-l pe Lee, cu armata sa mică, să o atace pe cea mare a lui Hooker. La bătălia de la Fredericksburg (13 decembrie 1862), armata unionistă fusese cea care a atacat prima și s-a văzut învinsă. Hooker știa că Lee nu poate suporta o asemenea înfrângere păstrând și o armată eficientă pe câmpul de luptă, astfel că a ordonat ca soldații săi să se retragă înapoi în Wilderness și să ia poziții defensive în jurul Chancellorsville-ului, provocându-l pe Lee să-l atace sau să se retragă în prezența unor forțe superioare.
Lee a acceptat gambitul lui Hooker și a plănuit un atac pentru ziua de 2 mai. În noaptea de dinainte, Lee și gen.-lt. Thomas J. "Stonewall" Jackson, au convenit asupra unui plan riscant care avea să despartă armata sa deja divizată. Confederații trebuia să găsească un punct slab al Armatei Potomacului. Flancul stâng unionist era apărat de Corpul V al lui Meade, care ocupa o poziție aproape impenetrabilă. Centrul din jurul luminișului de la Chancellorsville era și el prea puternic pentru a fi atacat frontal. Flancul drept însă, apărat de Corpul XI, era o țintă potențială. Jackson avea să-și conducă Corpul al Doilea, de 28.000 de oameni spre flancul drept unionist pe un drum de scânduri descoperit în pădure, la vest de armata unionistă. Lee, pe de altă parte, avea să conducă personal restul de 12.000 de soldați (cealaltă jumătate din Corpul Întâi al lui Longstreet) în fața întregii forțe de 70.000 de soldați a lui Hooker la Chancellorsville.
Pentru ca planul să aibă succes, trebuia să se întâmple mai multe lucruri. În primul rând, Jackson trebuia să efectueze un marș de 19 km pe drumuri lăturalnice pentru a ajunge în flancul drept unionist, pe cât posibil neobservat. În al doilea rând, Lee trebuia să spere că Hooker va sta în defensivă. În al treilea rând, Early trebuia să-l țină pe Sedgwick cantonat în Fredericksburg. Iar când Jackson își lansa atacul, trebuia să spere că unioniștii vor fi nepregătiți.
Toate aceste condiții s-au îndeplinit. Cavaleria confederată condusă de Stuart a împiedicat forțele unioniste să observe mișcările lui Jackson în lungul său marș, care a durat întreaga dimineață. Singura dată când a fost văzut a fost la scurt timp după retragerea corpului lui Jackson din calea forțelor unioniste de la sud de Chancellorsville, iar aceasta a fost în avantajul confederaților—Hooker credea că Stoneman și cavaleria sa tăiaseră linia de aprovizionare a lui Lee și că acesta este pe cale să se retragă. De aceea, el a rămas exact acolo unde era și nu a încercat un contraatac cu toate forțele. Între timp, generalul Daniel Sickles, comandantul Corpului III unionist, a observat o coloană confederată deplasându-se prin pădure și s-a hotărât să iasă din linie și să le urmărească. El văzuse de fapt ariergarda trupelor lui Jackson, care s-au desprins și ele. Acțiunea lui Sickles s-a soldat doar cu luarea unui număr mic de prizonieri, dar și cu rămânerea izolat a Corpului XI.
În Fredericksburg, Sedgwick și Hooker nu puteau comunica unul cu celălalt din cauza defectării liniilor de telegraf. Când Hooker a reușit să transmită lui Sedgwick un ordin în seara zilei de 2 mai, prin care i-a cerut să-l atace pe Early, Sedgwick nu a făcut-o pentru că credea că Early are mai mulți oameni ca el.

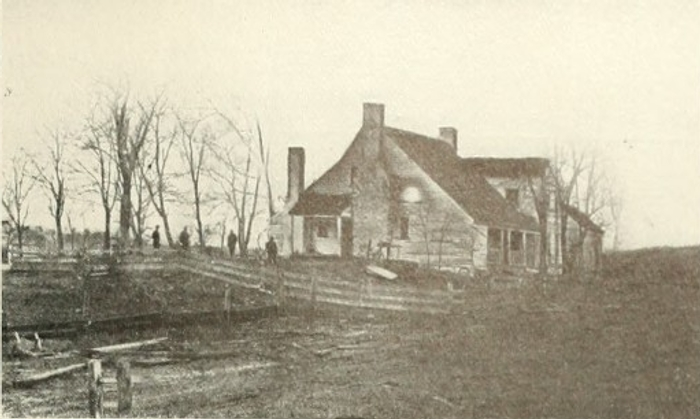
Taverna lui Dowdall era cartierul general al generalului unionist Oliver O. Howard până în momentul când a fost luat prin surprindere şi gonit de trupele confederate ale lui Stonewall Jackson la 2 mai.
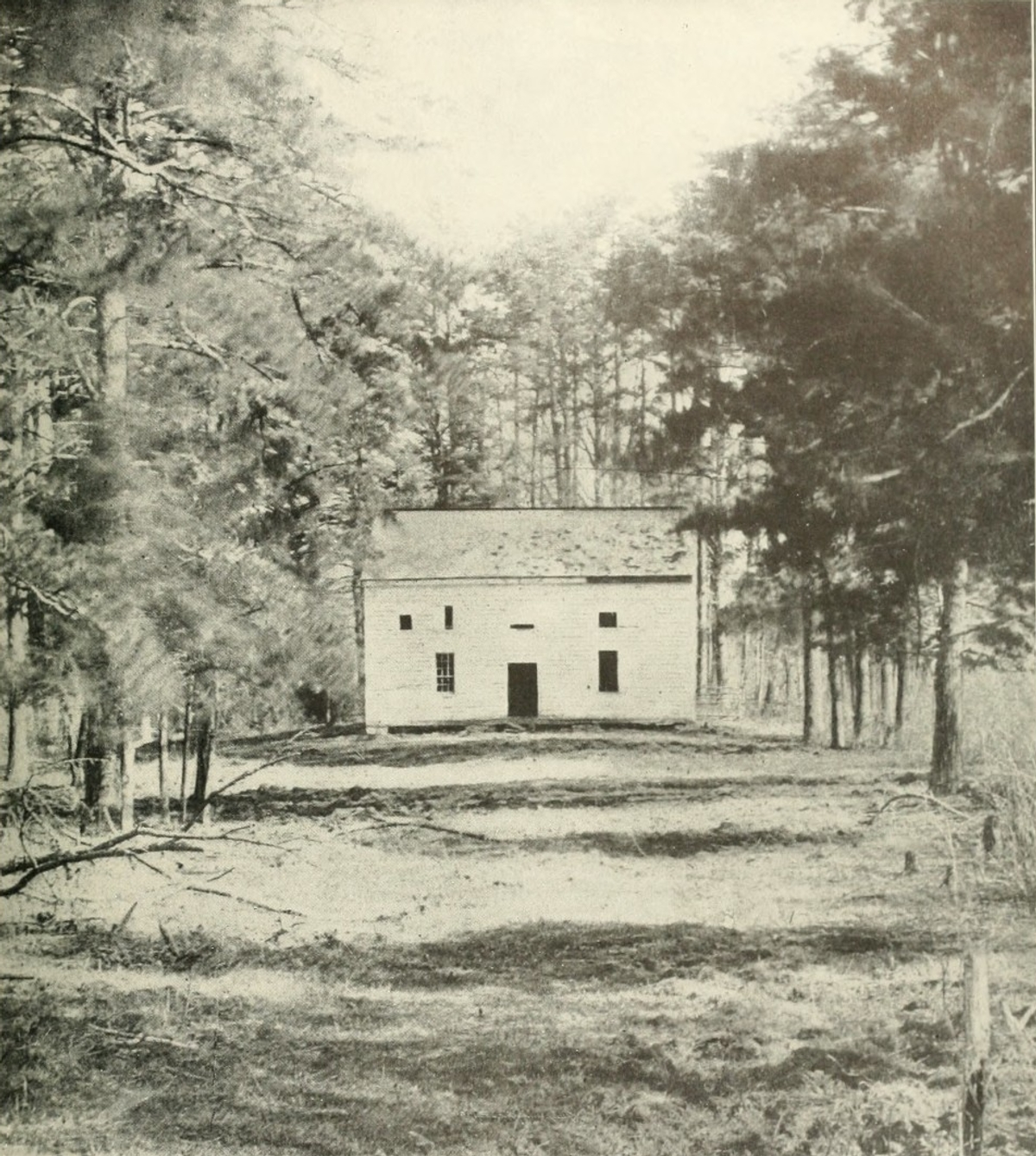
Biserica Wilderness din Chancellorsville a fost centrul unei defensive a diviziei generalului unionist Schurz în timpul atacului-surpriză pe flanc al lui Stonewall Jackson.
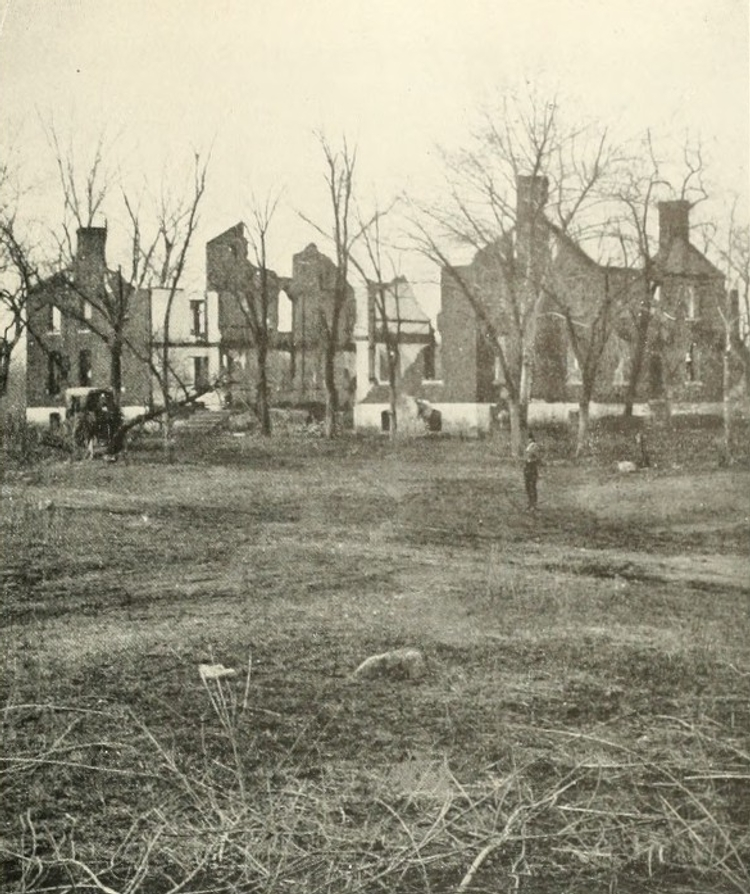
Casa Chancellor a fost cartierul general al generalului Joseph Hooker în timpul bătăliei.

Dar factorul principal care a dus la dezastrul forțelor unioniste a fost incompetența comandantului Corpului XI al Uniunii, gen.-mr. Oliver O. Howard. Howard, ai cărui 11.000 de oameni erau postați în extrema dreaptă a liniei unioniste, nu a luat măsuri de apărare în caz de atac-surpriză, deși Hooker îi ordonase explicit aceasta. Flancul drept unionist nu era ancorat de vreun obstacol natural, singura sa apărare împotriva unui atac pe flanc constând din două tunuri îndreptate către desiș. De asemenea, Corpul XI avea și moralul scăzut. Comandantul lor fusese generalul de brigadă Franz Sigel, un general numit politic pe baza părerilor sale aboliționiste. Deși incapabil ca lider militar, el era foarte popular în rândul etnicilor germani din armată, care aveau o vorbă: „I fights mit Sigel”. În primăvara lui 1862, corpul lui Sigel a fost detașat de grosul Armatei Potomacului și a fost poziționată în Valea Shenandoah, unde a fost învins de forțele lui Stonewall Jackson la Cross Keys. După Campania din Peninsulă, corpul a fost transferat la Armata Virginiei a lui John Pope unde nu a obținut rezultate mai bune, comportându-se modest la al Doilea Manassas. Corpul XI nu a participat nici la campaniile reușite de la Antietam și de la Fredericksburg, iar după ce Hooker a luat comanda armatei, Sigel a fost demis și înlocuit cu Howard. Acesta din urmă a demis și el mai mulți generali populari înlocuindu-i cu oameni ca Francis C. Barlow, un general sever cunoscut pentru lovirea soldaților cu mânerul sabiei. Mulți imigranți vorbeau greu engleza și erau supuși conflictelor etnice cu restul Armatei Potomacului, unde toți imigranții care nu erau de origine irlandeză erau denumiți „nemți”. De fapt, jumătate din Corpul XI consta din americani băștinași, mai ales din Vestul Mijlociu, dar el a fost asociat mai ales cu imigranții. Pregătirea acestui corp era și ea slabă. Din cele 23 de regimente, opt nu aveau experiență de luptă, iar restul de 15 nu câștigaseră niciodată o bătălie. Și deși mulți imigranți luptaseră în armate europene, ei nu se comportau bine în condițiile disciplinei laxe a armatei americane de voluntari. Din cauza acestor factori, Hooker pusese Corpul XI în flanc și nu avea planuri majore pentru el; acesta urma să fie un corp de rezervă sau de curățare a câmpului de luptă după terminarea bătăliilor.
În jurul orelor 5:30 p.m., Cei 26.000 de oameni ai lui Jackson au izbucnit din pădure strigând cântece de luptă. Majoritatea soldaților din Corpul XI se așezaseră la masă și aveau puștile descărcate și lăsate deoparte. Peste 400 din ei au fost luați prizonieri fără să tragă un foc, și majoritatea celorlalți au fost puși pe fugă. O singură divizie a Corpului XI s-a apărat organizat, dar și ea a fost pusă pe fugă. Până seara, Corpul al Doilea confederat înaintase peste 3 km, în raza vizuală a Chancellorsville-ului, și era separat de oamenii lui Lee doar de corpul lui Sickles, care rămăsese acolo unde era după atacul de dimineață.
Hooker, îngrijorat de capacitatea lui Sickles de a rezista cu ceea ce era acum un avanpost în liniile confederate, a retras Corpul III la Chancellorsville în acea noapte. Aceasta le-a dat confederaților două avantaje—forțele lui Jackson și ale lui Lee s-au reîntâlnit, și au căpătat controlul asupra unui luminiș aflat la înălțime în pădure și denumit Hazel Grove („Poiana Alunilor”), unul din puținele locuri în care artileria putea fi folosită eficient. (Sickles a fost foarte supărat că a trebuit să cedeze această poziție; acțiunile sale de nesubordonare de la Peach Orchard în cadrul bătăliei de la Gettysburg ce avea să aibă loc după două luni au fost probabil influențate și de ace incident.)
Greșeala lui Jackson a venit atunci când efectua recunoașteri în fața trupelor sale de-a lungul Orange Plank Road în acea noapte. După o mare victorie în acea zi, Jackson a încercat să profite de avantajul obținut înainte ca Hooker și armata sa să-și recapete busola și să pună la cale un contraatac, care încă avea șanse de izbândă din cauza avantajului numeric. El a ieșit pe drum noaptea călare să determine dacă este fezabil un atac nocturn la lumina lunii pline și, la întoarcere, el și soldații săi au fost confundați cu cavaleriști ai Uniunii de soldații Regimentului 18 Infanterie Carolina de Nord, care l-a atacat și l-a rănit. Rana însăși nu era foarte gravă, dar Jackson a contractat pneumonie după ce i s-a amputat brațul, și a murit la 10 mai. Moartea sa a fost o gravă pierdere pentru Confederație. Unii istorici și participanți—mai ales ai mișcării Cauzei Pierdute de după război—au pus înfrângerea confederaților la Gettysburg de după două luni. pe seama morții lui Jackson

### 3 mai

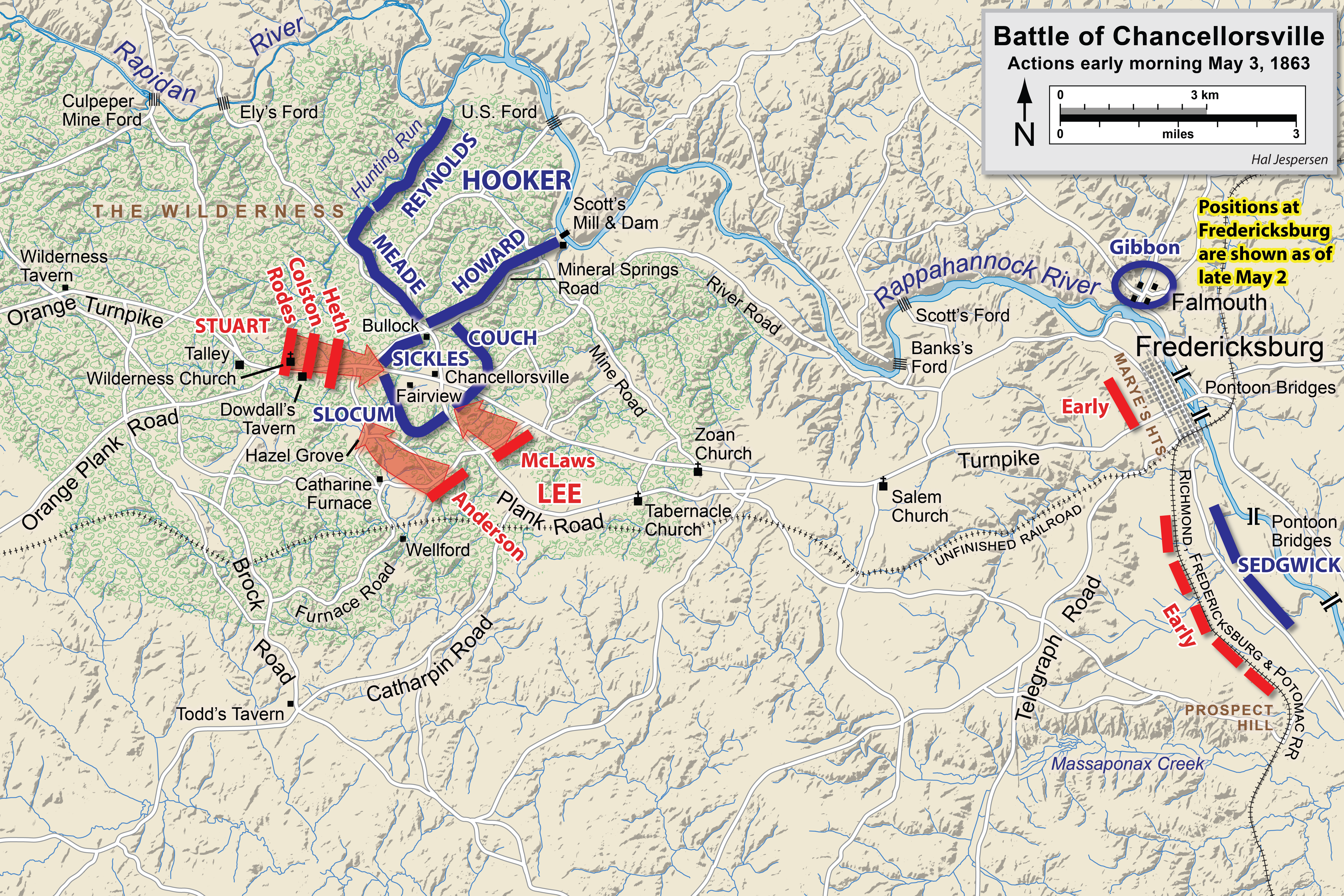
Chancellorsville, mişcările de trupe din ziua de 3 mai, din zori până la 10 a.m.

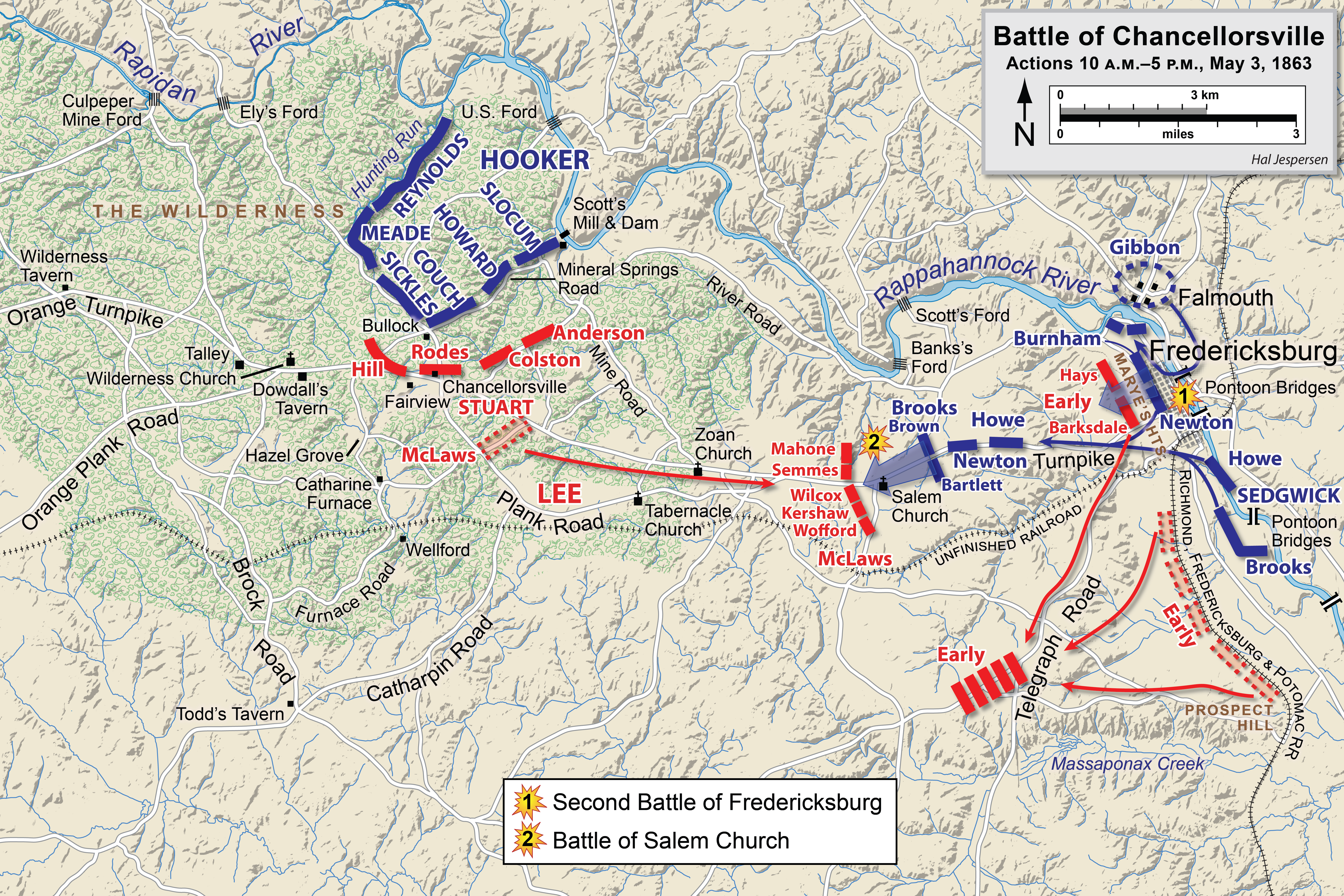
Chancellorsville, mişcările de trupe din ziua de 3 mai, de la ora 10 a.m. la ora 5 p.m., inclusiv bătălia de la biserica Salem

În ziua de 3 mai, gen.-mr. A. P. Hill, care preluase comanda Corpului al Doilea după rănirea lui Jackson, a fost și el rănit. Hill s-a consultat cu generalul de brigadă Robert E. Rodes, următorul general ca rang din acel corp, iar Rodes a acceptat decizia lui Hill de a-l chema pe gen.mr. J.E.B. Stuart pentru a prelua comanda, anunțându-l pe Lee după aceea. Aceasta s-a întâmplat în ciuda faptului că Stuart nu mai comandase trupe de infanterie. Stuart a lansat un asalt masiv pe tot frontul, ajutat de retragerea de către Hooker a trupelor din Poiana Alunilor, după care a instalat artileria în acea poziție pentru a-i bombarda pe artileriștii unioniști. Până în dimineața zilei de 3 mai, linia unionistă semăna cu o potcoavă uriașă. Centrul era apărat de corpurile III, XII și II. Pe flancul stâng se aflau rămășițele Corpului XI, iar flancul drept era deținut de Corpurile V și I (ultimul sosit pe câmpul de luptă cu o noapte înainte). Cele trei divizii ale Corpului al Doilea confederat au atacat în valuri, divizia lui Rodes lovind prima, urmată de cele ale generalilor A.P. Hill și Raleigh E. Colston. Ele au atacat mai ales Corpurile XII și III nordiste, aflate în tranșee în jurul poienii de la Chancellorsville. Între timp, Lee le-a ordonat lui Anderson și McLaws să înainteze, iar diviziile lor au luptat cu Corpurile XII și II. În ciuda luptelor grele duse în pădurea care ardea, soldații unioniști au fost obligați să se retragă. Până în acea după-amiază, confederații ocupaseră Chancellorsville, iar Hooker și-a retras oamenii pe o linie defensivă ce înconjura United States Ford, ultima lor linie de retragere deschisă.

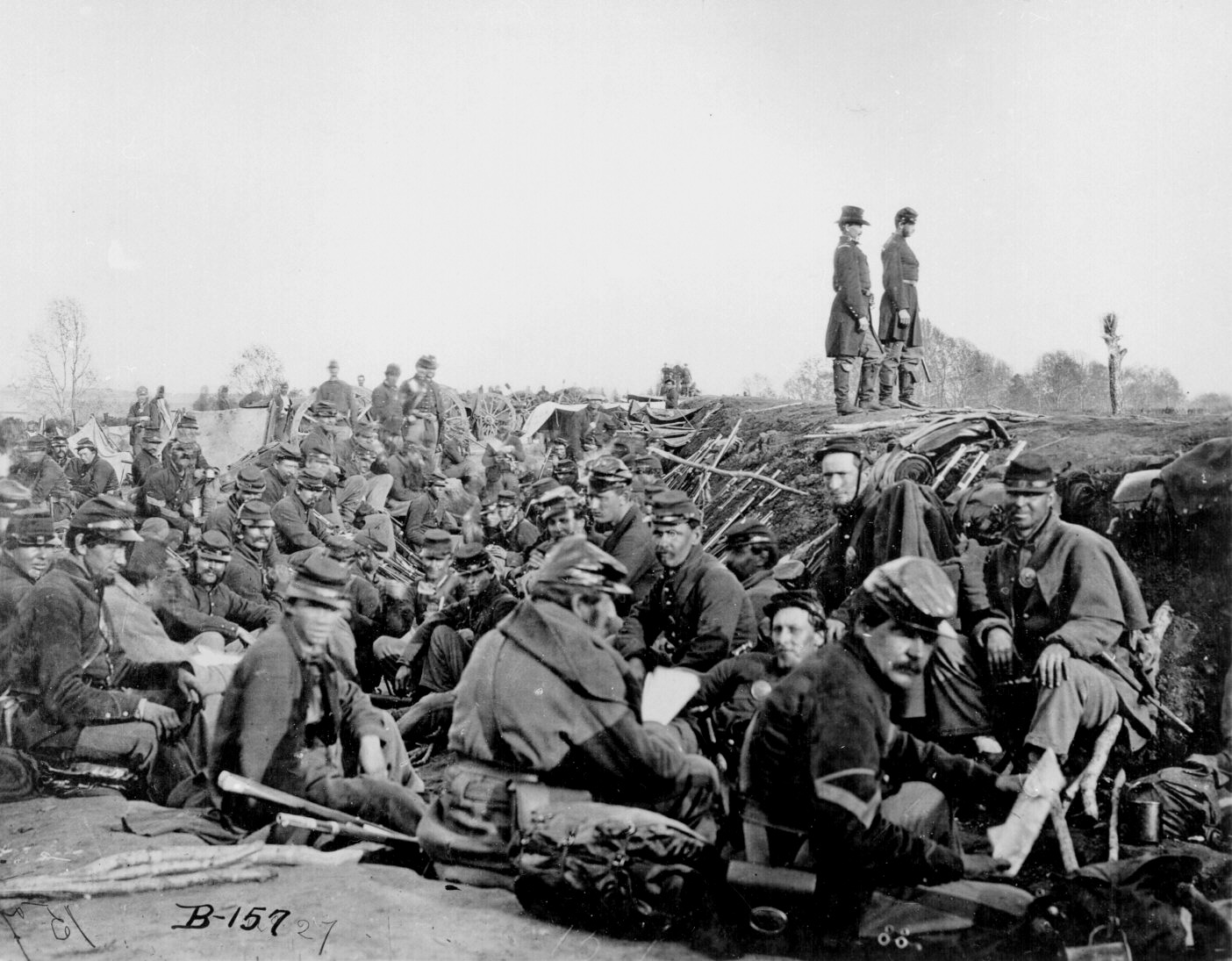
Soldaţi din Corpul VI, Armata Potomacului, în tranșee înainte de a ataca Marye's Heights în a doua bătălie de la Fredericksburg în timpul campaniei Chancellorsville, Virginia, mai 1863. Această fotografie (Library of Congress #B-157) este uneori etichetată greșit ca fiind de la asediul Petersburgului, Virginia, 1864

Lee nu putea încă să se declare victorios, și nici Hooker nu se recunoscuse învins. În momentul maxim al luptelor de la Chancellorsville din data de 3 mai, el i-a cerut din nou lui Sedgwick să pătrundă către ariergarda lui Lee. Acest general a tergiversat din nou atacul până a fost prea târziu. În acea după-amiază, a atacat într-un târziu poziția lui Early (după ce Early o abandonase el însuși din cauza neînțelegerii unui ordin al lui Lee), și a avansat. Dar a fost prea târziu pentru a-l mai ajuta pe Hooker. De fapt, o singură brigadă de soldați din Alabama conduși de generalul Cadmus M. Wilcox a pus la cale o acțiune de tergiversare de-a lungul Orange Plank Road la vest de Fredericksburg și a încetinit deja greoaia înaintare a lui Sedgwick. Întăririle din partea gen.-mr. Lafayette McLaws au sosit din Chancellorsville spre seară și au făcut joncțiunea cu Wilcox la biserica Salem, la 6 km vest de Fredericksburg, iar forța confederată combinată a oprit marșul lui Sedgwick către Chancellorsville.
La apogeul luptelor din 3 mai, Hooker a fost rănit după ce o ghiulea confederată a lovit un stâlp de lemn de care se sprijinea el la cartierul său general. El a scris mai târziu că jumătate din stâlp „m-a lovit violent ... drept de la cap la picioare.” A fost lovit la cap și și-a pierdut cunoștința timp de peste o oră. Deși evident accidentat, după ce s-a trezit, Hooker a refuzat să cedeze comanda temporar secundului său, gen.-mr. Darius N. Couch și, cum șeful statului său major, generalul Daniel Butterfield și Sedgwick nu puteau fi contactați (dintr-o nouă cădere a liniilor de telegraf), nu se afla nimeni la cartierul general care să aibă poziția și rangul necesare pentru a-l convinge pe Hooker să renunțe. Aceasta a afectat randamentul trupelor unioniste începând cu a doua zi și a contribuit direct la aparenta lipsă de curaj a lui Hooker și la comportamentul modest din restul bătăliei.
Luptele din 3 mai 1863 au fost unele dintre cele mai violente din tot războiul, ziua fiind printre cele mai sângeroase din  Războiul Civil. Circa 18.000 de oameni au căzut în acea zi, egal împărțiți între cele două armate.

### 4–6 mai

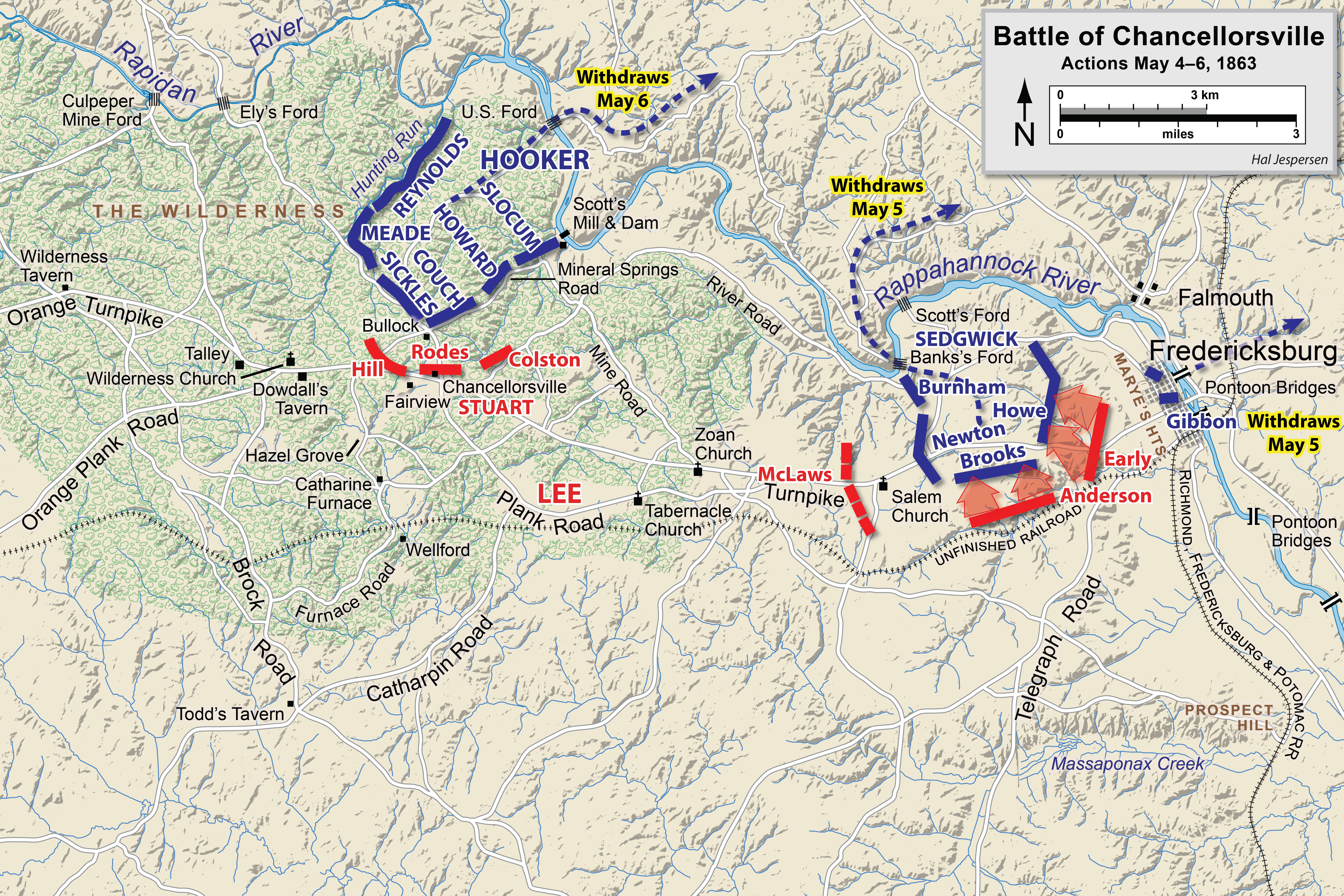
Chancellorsville, acţiunile din 4 mai, retragerile din 5 şi 6 mai

În seara zilei de 3 mai și toată ziua de 4 mai, Hooker a rămas pe pozițiile sale defensive în timp ce Lee și Early s-au luptat cu Sedgwick. După ce a spart defensiva lui Early, Sedgwick a neglijat să asigure Fredericksburgul. Early pur și simplu a revenit și a reocupat înălțimile de la vest de oraș, izolându-l pe Sedgwick de restul armatei. Între timp, Lee a mutat divizia condusă de gen.-mr. Richard H. Anderson de pe frontul de la Chancellorsville și la întărit pe McLaws înainte ca Sedgwick să-și dea seama cât de puțini oameni i se opuneau. S-a dovedit că Sedgwick era la fel de hotărât și în defensivă pe cât de nehotărât era în ofensivă, și s-a apărat viguros în acea zi înainte de a se retrage peste Rappahannock pe la vadul lui Banks înaintea zorilor zilei de 5 mai. Aceasta a fost o nouă eroare de comunicare între el și Hooker; generalul comandant dorea ca Sedgwick să continue să țină vadul lui Banks, astfel încât Hooker să se poată retrage din zona Chancellorsville și să treacă din nou râul pe la Banks pentru a reintra în luptă. Când a aflat că Sedgwick se retrăsese din nou peste râu, Hooker a simțit că nu mai are nicio șansă să mai salveze campania, și în noaptea de 5–6 mai, s-a retras și el pe malul stâng al râului.

## Urmări
După o săptămână de raiduri ineficiente în Virginia centrală și sudică în care nu a reușit să atace niciunul dintre obiectivele fixate pentru el de Hooker, Stoneman s-a retras în liniile unioniste de la est de Richmond în ziua de 7 mai, punând capăt campaniei. Bătălia s-a dat în condiții groaznice. Soldații se rătăceau frecvent în labirintul impenetrabil de arbuști și au izbucnit numeroase incendii, răniții arzând adesea de vii.
Deși era depășit numeric în raport de 5:2, Lee a obținut ceea ce poate fi numită cea mai mare victorie a sa din tot războiul, dar cu un preț uriaș. Cu doar 52.000 de infanteriști, a pierdut peste 13.000 de oameni, circa 25% din efectivele totale—efective pe care Confederația, cu forța umană limitată de care dispunea, nu-i putea înlocui. La fel de grav a fost că și-a pierdut câțiva generali de marcă, cel mai important fiind Jackson, cel mai agresiv comandant al său. După ce s-a alăturat din nou armatei principale, Longstreet a criticat dur strategia lui Lee, spunând că bătăliile ca cea de la Chancellorsville au costat Confederația mai mulți oameni decât își permitea să piardă.

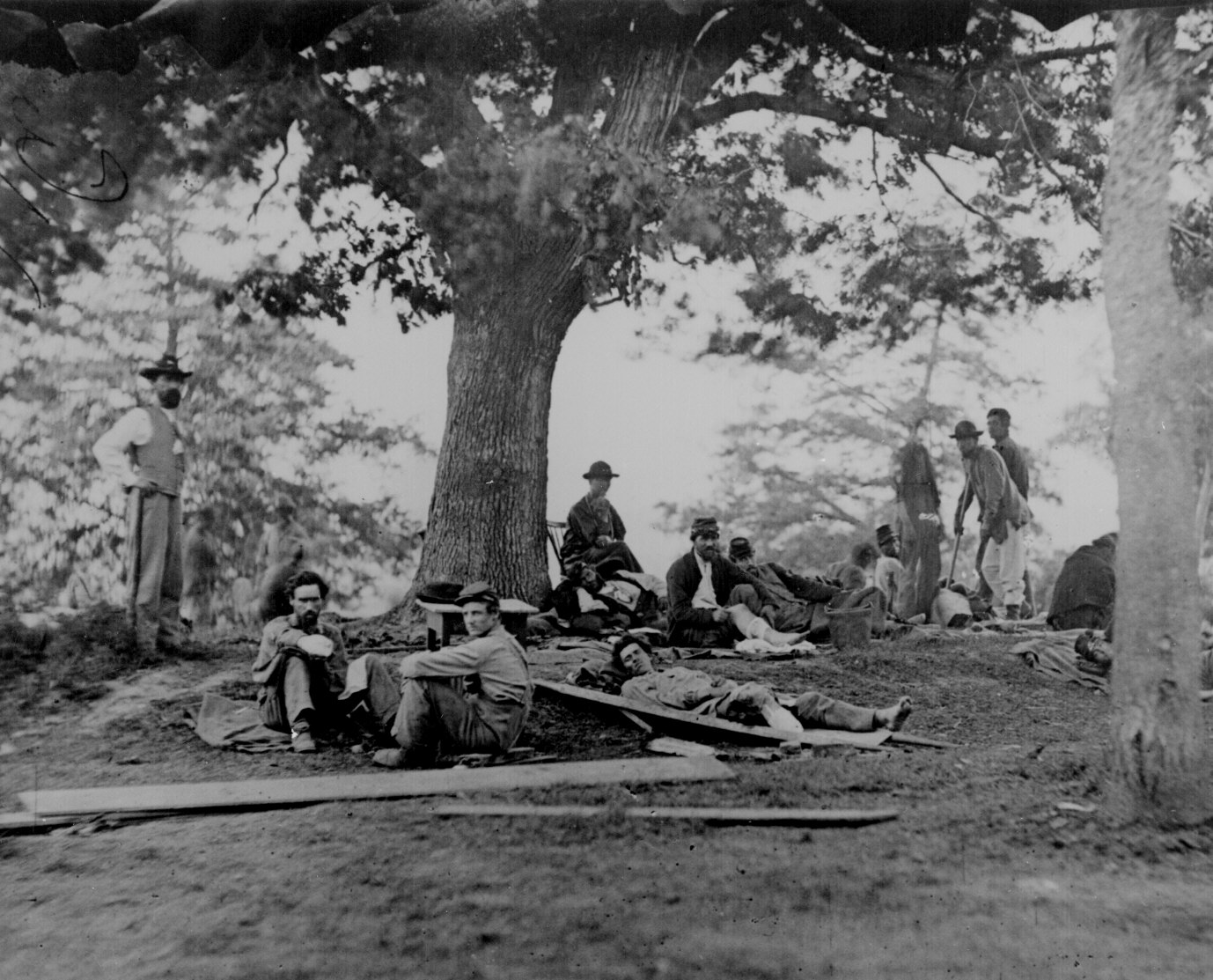
Răniţi îngrijiţi pe câmpul de luptă după bătălia de la Chancellorsville, 2 mai 1863.
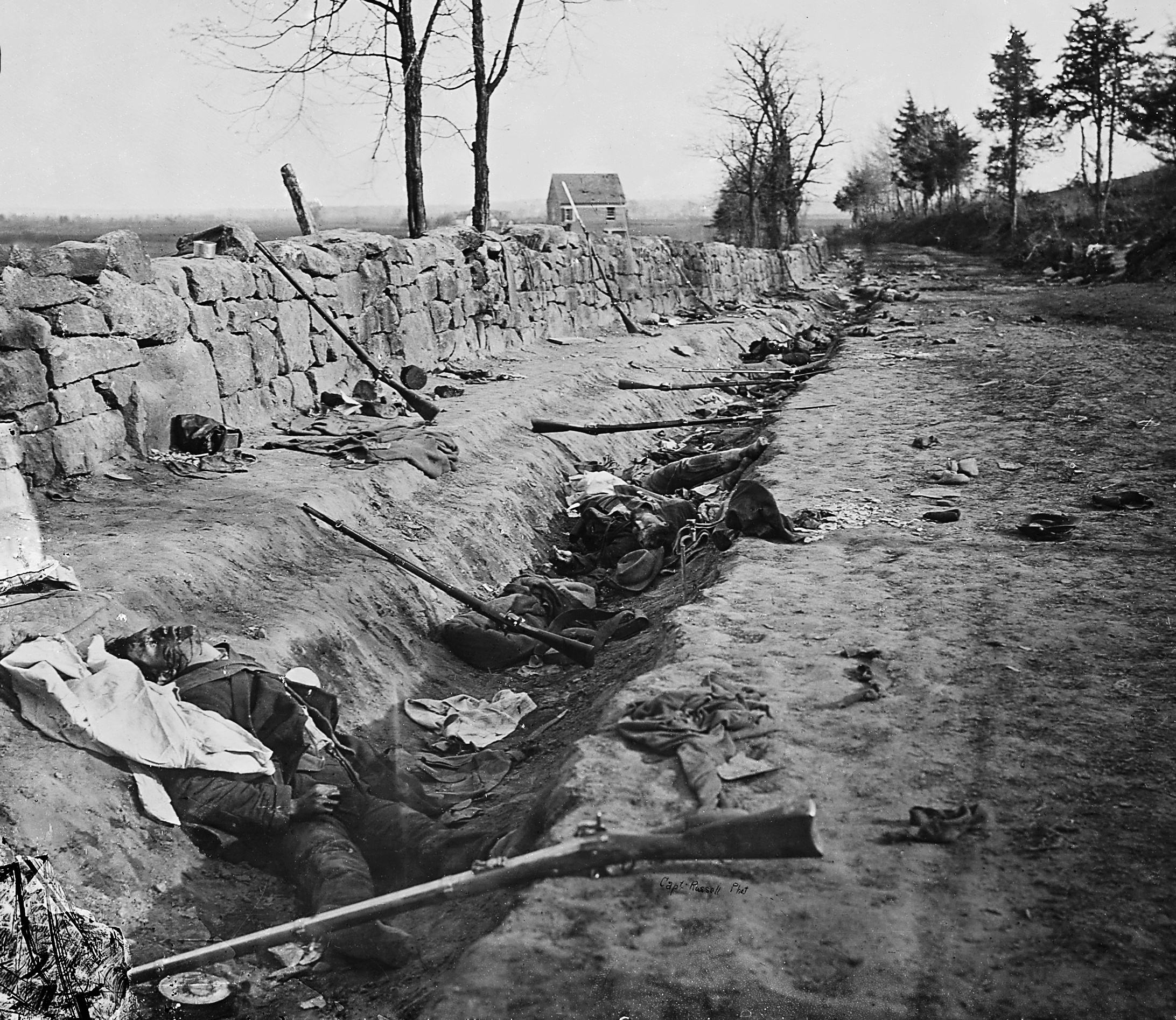
Soldaţi confederaţi morţi în spatele zidului de piatră de la Marye's Heights, Fredericksburg, Virginia, căzuţi în timpul bătăliei de la Chancellorsville, mai 1863. Fotografie de A.J. Russell.
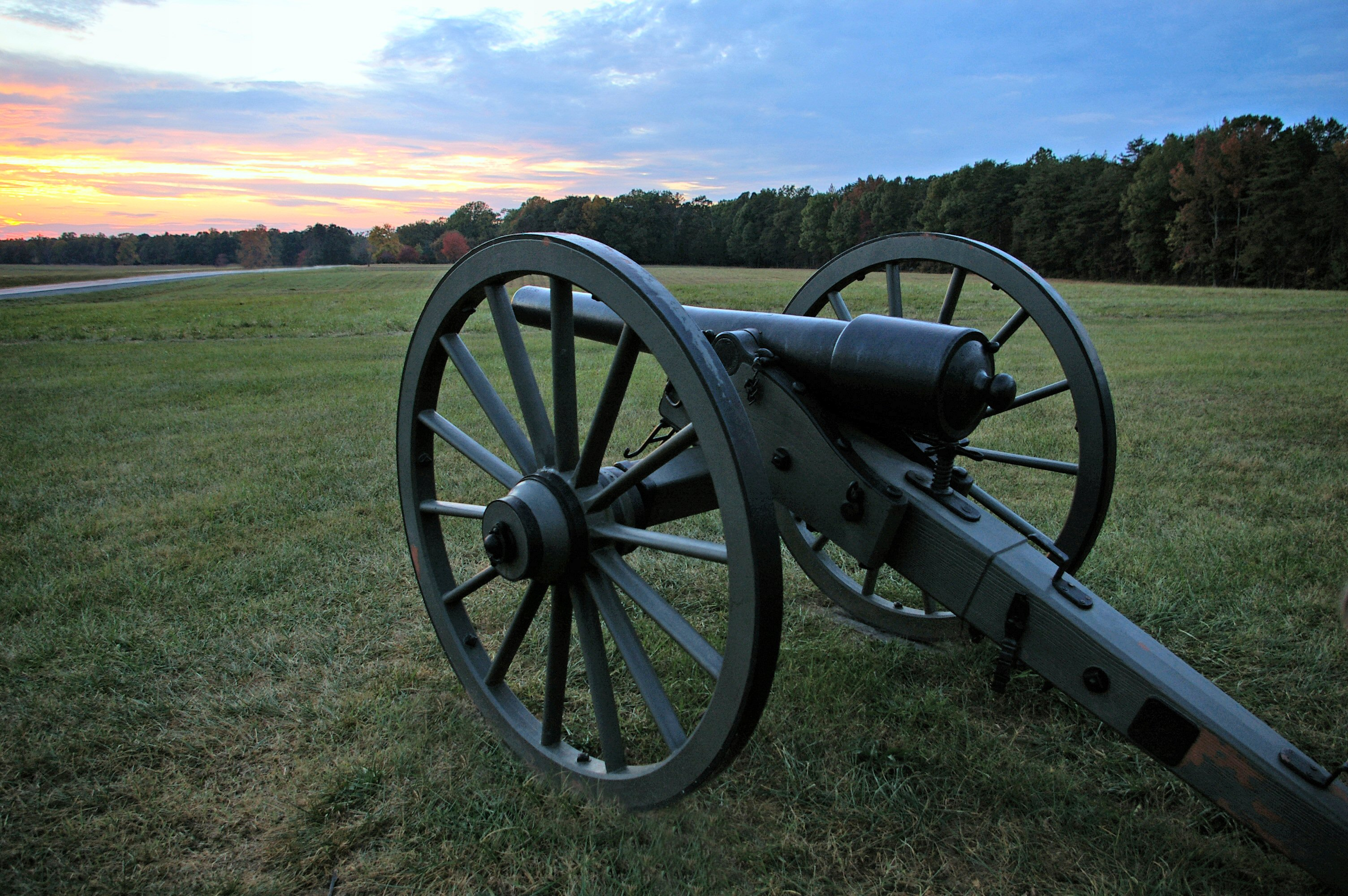
Fotografie recentă a câmpului de bătălie, păstrat ca parte a Parcului Naţional Militar Fredericksburg şi Spotsylvania

Hooker, care începuse campania crezând că are „80 de șanse din 100 de succes”, a pierdut bătălia din cauza proastei comunicații, incompetenței unora dintre principalii generali (mai ales Howard și Stoneman, dar și Sedgwick), dar în principal din cauza încrederii sale. Printre greșelile lui Hooker s-au numărat abandonul ofensivei la 1 mai și ordinul dat lui Sickles să renunțe la Poiana Alunilor și să se retragă la 2 mai. A greșit și în dispunerea forțelor; circa 40.000 de oameni din Armata Potomacului abia dacă au tras un glonț. Când a fost întrebat mai târziu de ce a ordonat oprirea înaintării la 1 mai, Hooker ar fi răspuns că „pentru întâia oară, mi-am pierdut încrederea în Hooker.” Stephen W. Sears susține însă că această declarație este doar o legendă.
Dintre cei 90.000 de soldați unioniști care au dus greul bătăliei, au căzut în luptă doar 17.000, rată a pierderilor mult mai redusă ca a lui Lee, fără a lua în calcul cei 4.000 de oameni din Corpul XI căzuți prizonieri fără luptă în panica inițială din 2 mai. Câteva corpuri, I și V, nu au luptat aproape deloc în cadrul campaniei.
Tactica lui Hooker de a-l obliga pe Lee să-l atace a fost una teoretic solidă, dar a fost implementată defectuos de el și de subordonații săi.
Președintele Abraham Lincoln ar fi spus după luptă: „Doamne! Doamne! Ce-o să spună țara?” Câțiva generali și-au compromis cariera. Hooker l-a demis pe Stoneman pentru incompetență. Couch a fost atât de dezgustat de comportamentul lui Hooker în bătălie (și de neîncetatele sale manevre politice) încât a demisionat și a fost pus în fruntea miliției voluntare din Pennsylvania. Hooker a fost demis și el la 28 iunie, chiar înainte de bătălia de la Gettysburg.
Părți din câmpul de luptă de la Chancellorsville sunt astăzi păstrate ca Parcul Național Militar Fredericksburg și Spotsylvania.